# Синодический период
Синоди́ческий пери́од обраще́ния (от греч. σύνοδος — соединение) — промежуток времени, когда какое-либо небесное тело-спутник совершает вокруг главного тела полный оборот с точки зрения наблюдателя со стороны. Поскольку у наблюдателя может быть любой, в т.ч. подвижный, угол зрения, путь спутника может вовсе не выглядеть как круговой путь, но всегда — как законченный манёвр (соединённая траектория) небесного тела на небесной сфере. Например, синодическим периодом называется промежуток времени между двумя последовательными соединениями Луны или какой-нибудь планеты Солнечной системы с Солнцем при наблюдении за ними с Земли. При этом соединения планет с Солнцем должны происходить в фиксированном линейном порядке, что существенно для внутренних планет: например, это будут последовательные верхние соединения, когда планета проходит за Солнцем.
Синодический период Луны равен промежутку времени между двумя новолуниями или двумя любыми другими одинаковыми последовательными фазами.

## Связь с сидерическим периодом
Формула связи между сидерическими периодами обращения двух планет (за одну из них принимаем Землю) и синодического периода S одной относительно другой:
{\displaystyle {\frac {1}{S}}={\frac {1}{T}}-{\frac {1}{T_{\oplus }}}} (для внутренних планет)
{\displaystyle {\frac {1}{S}}={\frac {1}{T_{\oplus }}}-{\frac {1}{T}}} (для внешних планет)
где {\displaystyle T_{\oplus }}— сидерический период Земли (1 год), {\displaystyle T} — сидерический период планеты.